# San Fernando (Spanyolország)
San Fernando város Spanyolországban, Cádiz tartományban. 
A Bahía de Cádiz Nemzeti Park közepén fekszik, Cádiztól 15 km-re DK-re, a Costa de la Luz közelében. San Fernando Cádiz, Chiclana de la Frontera és Puerto Real községekkel határos. Lakosainak száma 93 645 fő (2024).

## Látnivalók
- A városháza
- Castillo de San Romualdo (várrom)
- Iglesia Mayor (templom)
- Az obszervatórium
- Teatro de las Cortes (színház)
- Panteón de Marinas Ilustres (híres tengerészek mauzóleuma)
- Archeológiai Múzeum
- Botanikus kert

## Népesség
A település lakosságának változását az alábbi diagram mutatja:
| Lakosok száma | 88 110 | 90 178 | 93 544 | 96 366 | 96 894 | 96 335 | 95 949 | 94 979 | 94 867 | 93 645 |
|               | 2001   | 2004   | 2006   | 2009   | 2011   | 2014   | 2016   | 2019   | 2021   | 2024   |